# Rio Angara

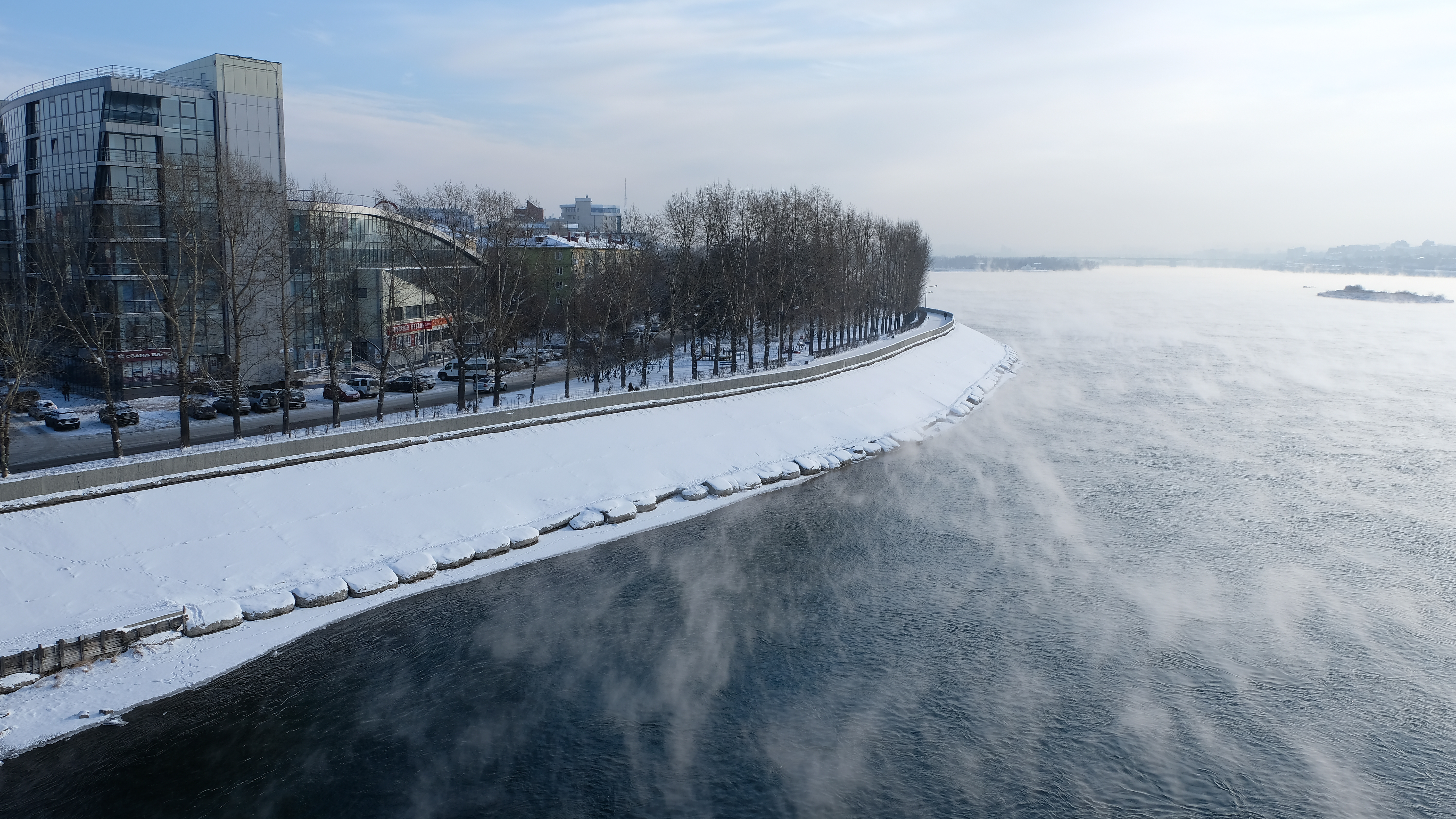
Aterro do Angara no inverno. Irkutsk, Rússia

O rio Angara (em russo:  Ангара́) é um rio de 1.779 km de comprimento que corre entre o oblast de Irkutsk e o krai de Krasnoyarsk, no sudeste da Sibéria, Rússia. É o único rio cuja água provém do lago Baikal.
Após deixar o extremo sudoeste do Lago Baikal próximo da cidade de Listvyanka, flui para norte passando as cidades de Irkutsk e Bratsk (estando represado e formando a albufeira de Bratsk), passando à direcção oeste após receber o contributo do rio Ilim e desemboca no rio Ienissei junto de Strelka.
Antes da união com o Ilim, o Angara é conhecido também como o Tunguska Superior (Verkhnyaya Tunguska). O Angara é navegável entre Irkutsk e Bratsk; a partir desta última cidade há demasiados rápidos. Em Bratsk, existe uma barragem com uma das maiores centrais hidroeléctricas do mundo (gera cerca de 4500 MW); em Irkutsk encontra-se uma outra menor (660 MW). O rio conta com outras duas barragens, convertendo-se numa das maiores fontes mundiais de energia hidroeléctrica.